# Bahnhof München-Ludwigsfeld
Der Bahnhof München-Ludwigsfeld war ein bis 1991 genutzter Güterbahnhof am Münchner Nordring. Er befand sich zwischen den Stadtteilen Allach und Ludwigsfeld im Norden der bayerischen Landeshauptstadt München. Der Bahnhof entstand von 1940 bis 1943 als Baugüterbahnhof für die in der Zeit des Nationalsozialismus geplante Umgestaltung der Münchner Bahnanlagen. Nach dem Zweiten Weltkrieg diente er vorübergehend als Ausweichbahnhof und Hilfsrangierbahnhof für die zerstörten Münchner Bahnanlagen und wurde in der Folgezeit unter anderem für Versuchsfahrten genutzt. Von 1987 bis 1991 war er erneut Baugüterbahnhof für den neuen Rangierbahnhof München Nord und wurde nach dessen Fertigstellung 1991 stillgelegt. Von 1945 bis 1953 war in Ludwigsfeld ein eigenständiges Bahnbetriebswerk vorhanden.

## Lage
Der Bahnhof München-Ludwigsfeld befand sich im Nordwesten Münchens zwischen den Stadtteilen Allach und Ludwigsfeld. Im Norden grenzte der Allacher Forst an den Bahnhof, im Süden verlief die Ludwigsfelder Straße parallel zu den Gleisanlagen. Östlich des Bahnhofs wurden die Gleisanlagen von der Dachauer Straße überquert. Westlich des Bahnhofs überquerte die Schrederbächlstraße den Münchner Nordring und die beiden Verbindungsstrecken nach Allach und Karlsfeld mit einem Bahnübergang. Etwa 200 Meter südwestlich des Bahnhofs beginnt das an der Bahnstrecke München–Treuchtlingen gelegene Werksgelände der Lokomotivfabrik Krauss-Maffei. Ab 1976 verlief südlich des Bahnhofsgeländes die von Krauss-Maffei betriebene 2400 Meter lange Teststrecke für den Transrapid 04, die Anfang der 1980er Jahre wieder abgebrochen wurde.
Der Bahnhof Ludwigsfeld lag am zweigleisigen und elektrifizierten Münchner Nordring (VzG 5560), der als Güterumgehungsstrecke Olching an der Bahnstrecke München–Augsburg mit dem Bahnhof Trudering an der Bahnstrecke München–Rosenheim verband. Im Bereich von Ludwigsfeld war der Nordring in Form einer S-Kurve in Richtung Süden verschwenkt, um den Platz für den geplanten Rangierbahnhof freizuhalten. In Ludwigsfeld zweigten zudem zwei eingleisige und elektrifizierte Verbindungsstrecken zu den Bahnhöfen München-Allach und München-Karlsfeld an der Bahnstrecke München–Treuchtlingen ab.

## Geschichte
In den 1930er Jahren begannen Planungen für eine umfangreiche Umgestaltung der Eisenbahnanlagen in München. Dabei sollten die beiden vorhandenen Rangierbahnhöfe München-Laim und München Ost durch einen neuen Hochleistungsrangierbahnhof im Münchner Norden ersetzt werden. Anfang 1939 begann die Deutsche Reichsbahn mit dem Bau des neuen Rangierbahnhofs. Zur Anbindung des Rangierbahnhofs nahm die Deutsche Reichsbahn zum 2. Oktober 1939 den zunächst eingleisigen und elektrifizierten Münchner Nordring zwischen dem Abzweig Steinwerk und Milbertshofen in Betrieb. Zugleich wurden zwei eingleisige Verbindungsstrecken eröffnet, die bei Ludwigsfeld vom Nordring abzweigten und diesen mit Allach und Karlsfeld an der Bahnstrecke München–Treuchtlingen verbanden. Die Verbindungsstrecke von Ludwigsfeld nach Allach war dabei von Beginn an elektrifiziert.
Um die Baumaterialien für den Rangierbahnhof und die geplanten Großbauten in der Münchner Innenstadt anliefern und umladen zu können, begann die Deutsche Reichsbahn Anfang 1940 mit der Errichtung eines Baugüterbahnhofs. Dieser entstand an der Abzweigstelle der beiden Verbindungsstrecken südlich der Baustelle des Rangierbahnhofs. Nach seiner Fertigstellung sollten dort täglich 1000 Wagenladungen mit Baumaterialien umgeschlagen werden. Der zur Errichtung des Baugüterbahnhofs benötigte Kies wurde nördlich von Karlsfeld gefördert; aus der Kiesgrube entwickelte sich später der Karlsfelder See. Bis zum 1. Januar 1942 wurde der Münchner Nordring für das im Zweiten Weltkrieg stark erhöhte Verkehrsaufkommen zweigleisig ausgebaut. 1942 wurde aufgrund des Kriegsverlaufs der Bau des Rangierbahnhofs eingestellt, die Bauarbeiten am Baugüterbahnhof Ludwigsfeld wurden hingegen zunächst fortgesetzt. Im August 1943 stellte die Reichsbahnbaudirektion schließlich die Bauarbeiten am Baugüterbahnhof ein und nahm den nur teilweise fertiggestellten Bahnhof in Betrieb. Zu diesem Zeitpunkt waren eine Einfahrgruppe im Westen und eine kombinierte Richtungs- und Ausfahrgruppe im Osten mit dazwischengelegenem Ablaufberg sowie eine nördlich davon gelegene Lokstation vorhanden.
Da im Zweiten Weltkrieg große Teile der innerstädtischen Eisenbahnanlagen zerstört wurden, leitete die Deutsche Reichsbahn den Bahnverkehr über den Münchner Nordring und den Bahnhof Ludwigsfeld um. Nach Kriegsende übernahm der Bahnhof Ludwigsfeld als Hilfsrangierbahnhof einen Teil der Zugbildungsaufgaben von den zerstörten Rangierbahnhöfen München-Laim und München Ost. Um die beschädigten Bahnbetriebswerke München Hbf und München Ost zu entlasten, wurde die Lokstation des Bahnhofs zum 1. Oktober 1945 zum eigenständigen Bahnbetriebswerk aufgewertet. Mit dem Wiederaufbau der zerstörten Anlagen in der Münchner Innenstadt verlor der Bahnhof in der Folgezeit an Bedeutung. Am 28. Juni 1953 löste die Deutsche Bundesbahn das Bahnbetriebswerk wieder auf.
In den folgenden Jahrzehnten wurden die Gleisanlagen des Güterbahnhofs unter anderem durch die Lokomotivfabrik Krauss-Maffei in Allach für Werksprobefahrten genutzt. Zudem nutzte die Deutsche Bundesbahn den Bahnhof bei Verzögerungen in der Grenzabfertigung nach Österreich zur Abstellung von internationalen Güterzügen in Richtung Österreich, Italien und Jugoslawien. Zum 5. Mai 1960 wurde im Zuge der Elektrifizierung der Bahnstrecke Dachau–Treuchtlingen die Verbindungsstrecke von Ludwigsfeld nach Karlsfeld elektrifiziert.
Im Sommer 1987 begann der Bau des neuen Rangierbahnhofs München Nord, der auf der Fläche des ehemals geplanten Hochleistungsrangierbahnhofs direkt nördlich des Bahnhofs Ludwigsfeld errichtet wurde. Zur Freimachung des Baufeldes legte die Deutsche Bundesbahn zum 23. November 1987 die östliche Abstellgruppe des Bahnhofs Ludwigsfeld still. Bis 1988 wurden die Abstellgruppe und die brachliegenden Überreste des ehemaligen Bahnbetriebswerks vollständig abgebrochen. In der zehngleisigen westlichen Gleisgruppe des Bahnhofs wurden 1988 die vier nördlichen Gleise stillgelegt und abgebaut. Der verbliebene sechsgleisige Bahnhof diente bis 1991 als Baugüterbahnhof für den Rangierbahnhof München Nord.
1990 wurde die östliche Anbindung des Bahnhofs aufgrund der Errichtung einer Brücke über den neuen Rangierbahnhof stillgelegt. Die Gleisanlagen des Bahnhofs Ludwigsfeld waren nun als Kopfbahnhof nur noch aus Richtung Westen zu erreichen. Zur Umleitung der Züge auf dem Münchner Nordring entstand ein provisorisches Baustellengleis, das vom Westkopf des Bahnhofs Ludwigsfeld zu den bereits teilweise fertiggestellten Gleisanlagen des Rangierbahnhofs führte. Mit der Fertigstellung des Rangierbahnhofs München Nord im Herbst 1991 wurden die verbliebenen Anlagen des Baugüterbahnhofs Ludwigsfeld stillgelegt und in der Folgezeit abgebrochen. Der Münchner Nordring wurde im Bereich des Rangierbahnhofs nach Norden verlegt und die alte Trasse stillgelegt. Die Verbindungsstrecken von Allach und Karlsfeld zum Bahnhof Ludwigsfeld wurden ebenfalls stillgelegt und durch zwei 1991 neu eröffnete Verbindungsstrecken zum Rangierbahnhof ersetzt.
Auf dem Gelände der ehemaligen Einfahrgruppe befindet sich heute eine Grünanlage, die Fläche der östlichen Gleisgruppe und das Bw-Gelände wurden mit dem Bahnbetriebswerk München Nord überbaut. Relikte des Bahnhofs sind nicht mehr vorhanden. Die Trassen der ehemaligen Verbindungsstrecken sowie des Münchner Nordrings werden teilweise durch Fußwege genutzt.

## Aufbau

### Gleisanlagen und Stellwerke
Der Bahnhof Ludwigsfeld war mit großzügigen Rangieranlagen ausgestattet. Im Westteil des Bahnhofs lag die Einfahrgruppe mit zehn Gleisen, im Ostteil die kombinierte Richtungs- und Ausfahrgruppe mit 14 Gleisen, die später als Abstellgruppe genutzt wurde. Zwischen den beiden Gleisgruppen war ein Ablaufberg vorhanden, zudem befanden sich dort Verbindungsgleise zum Bahnbetriebswerk.
Die Weichen und Signale des Bahnhofs Ludwigsfeld wurden von fünf mechanischen Stellwerken gestellt, von denen drei bis 1989 in Betrieb blieben. Das Fahrdienstleiterstellwerk Luw befand sich südlich des Westkopfes in einem zweigeschossigen gemauerten Bau. Von Luw wurden zudem die Schranken des Bahnübergangs der Schrederbächlstraße mechanisch mittels Seilzügen bedient. Gegenüber stand auf der Nordseite der Gleise das Wärterstellwerk Lun, das in einem eingeschossigen Fachwerkbau untergebracht war. Zwischen den beiden Gleisgruppen befand sich östlich der Einfahrgruppe das Wärterstellwerk Lus, westlich der Abstellgruppe das Wärterstellwerk Luo. Die Stellwerke Lun und Lus waren vom Fahrdienstleiterstellwerk Luw befehlsabhängig.
Die Gleise 1 bis 6 der westlichen Einfahrgruppe waren im Westkopf mit eigenen Formausfahrsignalen ausgestattet, während die Gleise 7 bis 10 über ein Gruppenausfahrsignal verfügten. 1987 wurde die östliche Abstellgruppe und 1988 die Gleise 7 bis 10 der westlichen Gleisgruppe stillgelegt, womit das Gruppenausfahrsignal seine Funktion verlor. Zudem wurden die östlichen Weichen der Gleise 5 und 6 ausgebaut und diese somit zu Stumpfgleisen. 1990 wurde die Ostanbindung des Bahnhofs stillgelegt. Die 1990 errichtete provisorische Gleisanbindung zum Rangierbahnhof München Nord wurde im Westkopf an der Stelle der abgebauten Gleise 7 bis 10 an den Bahnhof angebunden und das ehemalige Gruppenausfahrsignal dafür wieder in Betrieb genommen.  1991 wurden mit der Stilllegung des Bahnhofs die letzten beiden Stellwerke Luw und Lus aufgegeben.
| Stellwerk | Inbetriebnahme | Stilllegung | Bauart                              |
| --------- | -------------- | ----------- | ----------------------------------- |
| Lun       |                | 1989        | mechanisch, Einheitsbauart          |
| Luo       |                |             | mechanisch                          |
| Lus       | 1939           | 1991        | mechanisch, Einheitsbauart von Gast |
| Luw       | 1939           | 1991        | mechanisch, Einheitsbauart von Gast |

### Bahnbetriebswerk
Bei der Errichtung des Baugüterbahnhofs entstand nördlich der Einfahrgruppe und des Ablaufbergs eine eigene Lokbehandlungsanlage. Die Lokstation erhielt einen dreiständigen Rechteckschuppen mit beidseitiger Gleisanbindung. Östlich des Lokschuppens war eine Drehscheibe vorhanden, westlich befanden sich Wasserkräne, eine Untersuchungsgrube sowie zwei Abstellgleise. Über Verbindungsgleise bestand eine direkte Anbindung an die Einfahrgruppe sowie an die Richtungsgleise, zudem verbanden Lokgleise die Lokstation mit dem Westkopf und dem Ostkopf des Bahnhofs.
Zum 1. Oktober 1945 wurde die Lokstation zum eigenständigen Bahnbetriebswerk München-Ludwigsfeld aufgestuft und erhielt von den Betriebswerken München Ost und München Hbf Dampflokomotiven der Baureihe 54.15 (Bayerische G 3/4 H). Mit neun bis 15 Exemplaren war die Baureihe 54.15 die im Bw Ludwigsfeld am stärksten vertretene Baureihe. Zudem waren die Kriegslokomotiven der Baureihen 42 und 52, Preußische G 10, Bayerische D II der Baureihe 89.6, Bayerische R 3/3 der Baureihe 89.7 sowie die Baureihe 98.15 in Ludwigsfeld beheimatet. Zum 21. November 1945 wurde mit der E 60 13 eine einzelne Elektrolokomotive in Ludwigsfeld stationiert, die bis zum 18. Dezember 1948 im Bw beheimatet war. Vom 19. November 1948 bis zum 22. April 1949 war zudem die E 91 15 im Bw Ludwigsfeld stationiert.
Die Ludwigsfelder Lokomotiven kamen vor allem im Rangier- und Übergabedienst auf dem Münchner Nordring und den abzweigenden Gleisanschlüssen zum Einsatz. Eine Lokomotive der Baureihe 54.15 war für den Dienst am Ablaufberg des Bahnhofs Ludwigsfeld vorgesehen. Zudem wurde jeweils eine Lok in den Bahnhöfen Milbertshofen, Freimann, Gaswerk, Schwabing, Moosach, Allach, Karlsfeld und Dachau Bahnhof eingesetzt. Die Lokomotiven des Bw Ludwigsfeld bespannten außerdem Personenzüge auf der Bahnstrecke Dachau–Altomünster sowie Abstellfahrten zwischen dem Münchner Hauptbahnhof und dem Bahnhof München-Pasing.
Zum 28. Juni 1953 wurde das Bahnbetriebswerk aufgegeben und alle dort beheimateten Lokomotiven umstationiert. Der Lokschuppen wurde bis 1978 abgebrochen. 1988 wurden die Reste des brachliegenden Bw-Geländes mit der bis dahin vorhandenen Drehscheibengrube für den Bau des Rangierbahnhofs abgebrochen.